# Joe Davis
Pour les articles homonymes, voir Davis.
Joe Davis est un joueur professionnel anglais de snooker et de billard né le 15 avril 1901 et mort le  10 juillet 1978. Il est généralement reconnu comme le père du snooker moderne et un des plus grands joueurs de tous les temps.
Joe Davis devient joueur de billard professionnel à l'âge de dix-huit ans mais il développe tôt un intérêt pour le snooker. Il aide à organiser le premier championnat du monde de snooker en 1927. Il gagne le tournoi en battant Tom Dennis 20-10 (tournoi pour lequel il gagne 6 £10s) puis remporte chaque championnat du monde jusqu'en 1946. Davis choisit alors de se retirer de l'évènement tout en continuant à jouer professionnellement jusqu'en 1964.
Joe a aussi été champion du monde de billard professionnel de 1928 à 1932. Dans les années 1950, il a essayé de populariser un nouveau jeu appelé Snooker Plus. Ce jeu avait deux boules colorées en plus, une orange et une pourpre, mais il ne décolla jamais.
Il a réalisé le premier break maximum officiellement reconnu de 147 en 1955 dans un match exhibition à Leicester Square.
Son frère Fred, douze ans plus jeune, était aussi un des plus grands joueurs de cette époque. Lorsque Joe rencontra Fred dans la finale du championnat du monde en 1940, Joe gagna 37-36.
Il fut décoré de l'OBE en 1963.
Joe Davis meurt deux mois après s'être effondré tout en regardant son frère Fred dans la demi-finale du championnat du monde 1978.

## Biographie
Joseph Davis, dit « Joe », est né le 15 avril 1901 à Whitwell, dans le comté de Derbyshire, en Angleterre. Il est l'aîné d'une fratrie de six enfants. Son père, Fred, est mineur, tandis que sa mère, Ann-Eliza, est femme au foyer. D'ailleurs, le cadet de la famille, qui porte le même nom que son père, deviendra comme Joe joueur de billard et de snooker professionnel,. Davis commence à jouer au billard à l'âge de onze ans. À douze ans, il est entraîné par Ernest Rudge, un joueur de billard devenu entrepreneur,. C'est également à douze ans que Davis réussit son premier century en billard, lors d'un match sans enjeu,. Plus tard, il remporte le championnat local de snooker, réalisant le break le plus élevé du tournoi (115). En récompense, il reçoit notamment un jeu de bille neuf. Au cours de sa carrière professionnelle, il a notamment remporté quinze fois le championnat du monde de snooker, ce qui en fait le plus titré dans ce tournoi ; il est le seul joueur qui soit resté invaincu au championnat.
Pendant et après sa carrière, Davis a écrit plusieurs livres destinés à l'enseignement du snooker, dont une autobiographie publiée en 1976.
En 1921, Davis se marie avec Florence Enid Stevenson (1899-1965) ; ensemble, ils ont deux enfants. Toutefois, tous deux divorcent en 1931 et Davis se remarie avec Juanita Ida Triggs (1910-2008), une chanteuse plus connue sous le nom de scène de June Malo.
Davis meurt le 10 juillet 1978, deux mois après une chute alors qu'il regardait son frère jouer en demi-finale des championnats du monde contre Perrie Mans. Davis a dû être opéré le lendemain. Il meurt des suites d'une infection contractée à la suite de l'opération, il avait 77 ans,. La maison où il a passé son enfance porte une plaque commémorative à son effigie.

## Carrière

### Billard
Joe Davis devient joueur de billard professionnel en 1919, à seulement 18 ans. De 1926 à 1930, il est finaliste au championnat de billard organisé par la Billiards Association and Control Club (en) (BACC), à chaque fois contre Tom Newman. Il perd les deux premières fois, mais gagne les autres fois. En mars 1932, Davis remporte ce tournoi pour la quatrième fois, aux dépens de Clark McConachy. À partir de 1933, l'épreuve est renommée « championnat professionnel de billard anglais » et Davis échoue en finale contre l'Australien Walter Lindrum (en). L'année suivante, il perd à nouveau au stade de la finale contre Lindrum.
Cette même année 1934 voit l'apparition d'un championnat du Royaume-Uni de billard professionnel (en), que Davis remporte chaque année jusqu'en 1936, dominant dans chacune des finales Newman. Toutefois, le tournoi est interrompu entre 1940 et 1946 en raison de la Seconde Guerre mondiale. Davis ne remet son titre en jeu qu'en 1947 et le remporte contre John Barrie (en), son adversaire ayant déclaré forfait juste avant la finale.

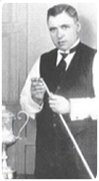
Joe Davis remporte le premier de ses quinze titres de champion du monde contre Tom Dennis

### Snooker
Depuis sa jeunesse, Davis s'est toujours intéressé au snooker, parallèlement à sa carrière dans le billard. En 1927, il aide à organiser le premier championnat du monde de snooker, ce qui lance sa carrière dans cette discipline. Il bat successivement Joe Brady, Albert Cope et Tom Dennis pour remporter le tournoi. Pour l'édition de 1928, Davis commence directement le tournoi en finale, finale qu'il remporte aux dépens de Fred Lawrence. Davis renouvelle son titre en 1929 en battant Lawrence et Dennis. L'année suivante, il bat à nouveau ces mêmes adversaires pour gagner le championnat. En 1931, il n'y a qu'un seul participant pour lui contester le titre, Dennis, et Davis s'impose pour la troisième année consécutive face à ce joueur. En 1932, Joe Davis est rejoint en finale par Clark McConachy, qu'il avait battu en finale du championnat du monde de billard en 1932. L'Histoire se répète puisque Davis remporte la finale. En 1933, Davis humilie Walter Donaldson 13-1 en demi-finale, avant de battre Willie Smith en finale. L'année qui suit, comme en 1931, seul un joueur peut contester le titre de Davis ; il s'agit de Tom Newman, également un joueur de billard contre lequel Davis a remporté le championnat du monde de billard à plusieurs reprises. Davis s'impose alors plus difficilement que dans ses précédentes finales (25-22). En 1935, il se défait à nouveau de Newman, en demi-finale cette fois, puis de Willie Smith en finale. 1936 voit un plus grand nombre de participants prendre part au championnat et Davis commence au premier tour pour la première fois depuis l'édition inaugurale. Il balaye d'abord Newman (29-2), puis élimine Willie Smith, Alec Brown et Horace Lindrum pour triompher à nouveau. En 1937, Davis commence par écraser Bill Withers (30-1), puis se défait de Sidney Smith (en) et encore de Lindrum en finale. Davis remporte encore une fois le tournoi en 1938, battant Sydney Lee, puis Willie et Sydney Smith (sans lien de parenté).
Parallèlement à ses victoires au championnat, Davis remporte trois autres tournois de snooker professionnel dans les années 1930 ; le World Snooker Challenge en 1934 contre Lindrum, et deux fois la Daily Mail Gold Cup (1936 et 1938), encore contre Lindrum puis face à Willie Smith.

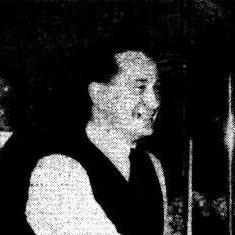
Davis remporte le championnat du monde de snooker pour la quinzième et dernière fois contre Horace Lindrum en 1946

En 1939, il renouvelle son titre de champion du monde contre Sydney Smith, après avoir battu Willie en quart de finale et son propre frère en demi-finale, Fred. En 1940, il domine facilement Alec Brown et Walter Donaldson pour rejoindre la finale, où il retrouve son frère pour la première fois. Le duel fratricide est sans doute le match le plus difficile que Joe ait eu à jouer dans un championnat du monde, triomphant au terme de la manche décisive (37-36). À partir de l'année suivante, le championnat n'est plus organisé jusqu'à la fin de la Seconde Guerre mondiale car le Royaume-Uni entre en guerre contre l'Allemagne Nazie. Le tournoi revient en 1946 et Joe Davis s'y présente afin de défendre son titre. Il glane alors le titre pour la quinzième et dernière fois, après des succès contre Donaldson, Stanley Newman et Lindrum, ce qui en fait le recordman du nombre de victoires dans un championnat du monde. Après cet ultime triomphe, Davis choisit de se retirer du tournoi et de ne plus jamais y participer.
Ce n'est pas pour autant qu'il se retire du jeu professionnel, poursuivant sa carrière jusqu'en 1964, et remportant pendant cette période neuf autres titres. Il commence par s'imposer au Sunday Empire News Tournament en 1948, terminant 1er au classement du groupe,. En 1950, il termine également en première position du News of the World Snooker Tournament, tournoi qu'il remporte à nouveau en 1953, 1956 et 1959. Par ailleurs, l'édition de 1959 était un tournoi de Snooker Plus, variante du snooker impulsée par Davis lui-même. C'est aussi en 1950 qu'il s'impose lors du Sporting Record Masters' Tournament, là aussi en terminant premier du groupe. Après 1964, Davis se retire du circuit professionnel, âgé de 63 ans, après une carrière longue de 37 ans.

## Technique et style de jeu
La technique de Joe Davis était particulière et peu commune pour l'époque. En effet, il avait un œil directeur gauche extrême, ce qui l'obligeait à incliner fortement sa tête lors de la préparation et l'exécution de ses coups, afin de placer son œil gauche dans la ligne de visée appropriée. D'ailleurs, Rudge, l'entraineur de Davis lorsqu'il n'était encore qu'un adolescent, avait demandé au joueur de billard australien George Gray de donner son opinion sur la technique de jeu de Davis. En raison de la façon peu commune de jouer de Davis pour l'époque, celui-ci avait répondu que Davis ne serait jamais un bon joueur s'il ne corrigeait pas sa technique, au profit d'une position avec la tête droite et les deux yeux alignés dans la trajectoire de visée. Rudge a d'abord essayé de modifier la technique de jeu de Davis, mais il a finalement abandonné, voyant que cela n'était pas possible. D'après Frank Callan (en), entraineur dans les années 1980, de nombreux joueurs ont essayé d'imiter la technique de Davis, sans jamais y parvenir. Aujourd'hui, certains joueurs du circuit professionnel ont également un œil directeur extrême, comme Gary Wilson, ancien 17e joueur du classement mondial.
Davis passe pour avoir révolutionné la façon de jouer au snooker. Lorsqu'il a débuté dans la discipline, la plupart des joueurs se contentaient d'empocher quelques billes rouges suivies de quelques billes de couleur, puis distillaient un coup de sécurité. Tout au long de sa carrière, Davis a cherché à perfectionner sa technique et sa tactique ; il a contribué au développement de certains coups du snooker moderne, comme l'ouverture du paquet de billes rouges. Ainsi, il a fait évoluer le snooker vers un jeu bien plus offensif, tel qu'on le connait aujourd'hui.

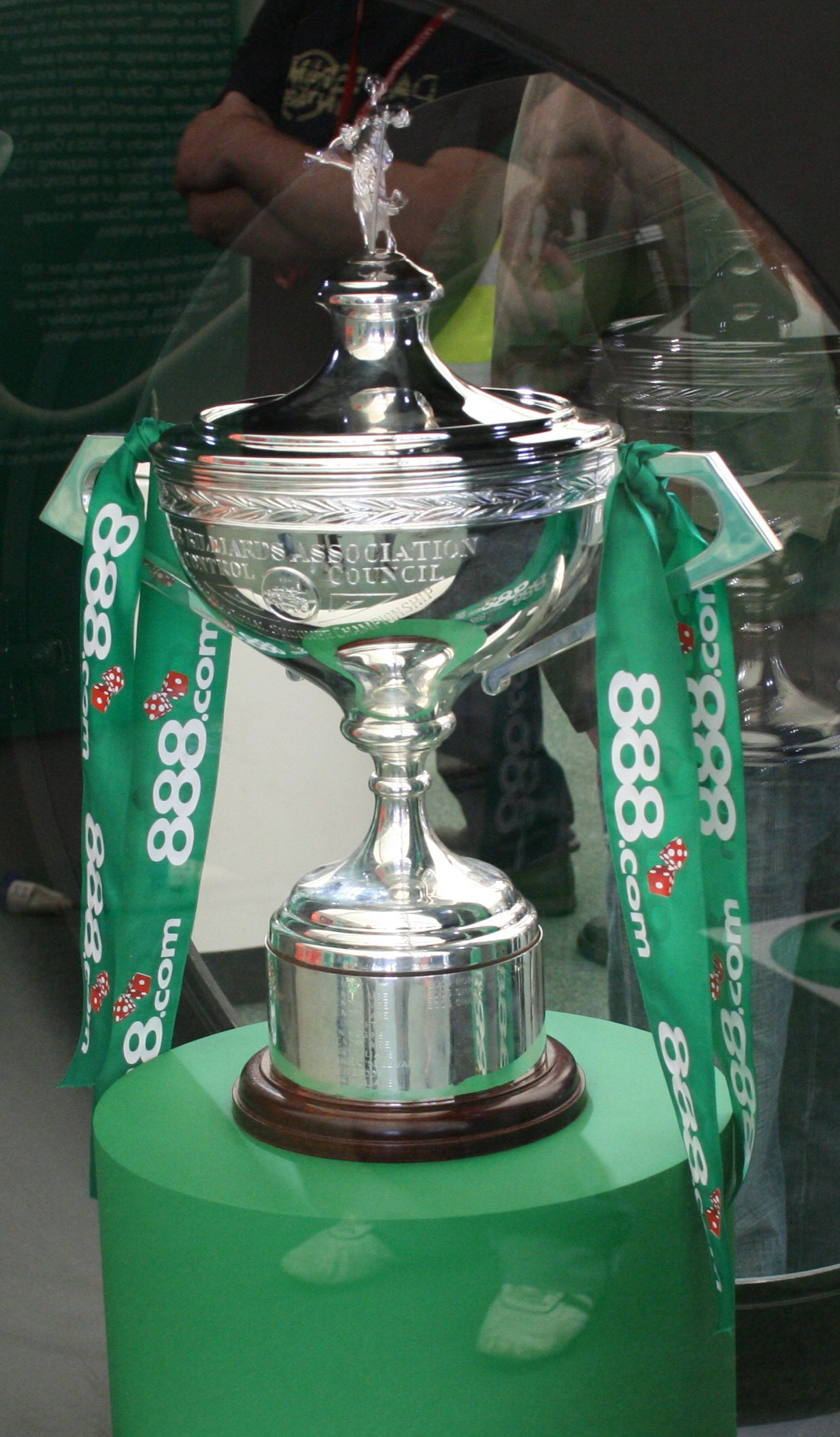
Le trophée du championnat du monde de snooker offert par Davis en 1927

## Postérité
En l'espace de vingt ans, Davis a remporté quatre fois le championnat du monde de billard et quinze fois celui de snooker. L'Anglais est resté invaincu tout au long de cette période, et n'a subit ses premières défaites qu'à la fin de sa carrière ; en tout et pour tout, il ne compte que quatre défaites, dont une face à son frère Fred.
Pour le journaliste Clive Everton, lui-même ancien joueur de snooker, Davis est le grand-père du snooker moderne étant donné qu'il est le précurseur de la technique et de la tactique du snooker moderne. Cet avis est partagé par le frère de Joe. D'ailleurs, de nombreux joueurs de snooker de l'ère moderne ont reconnu s'être inspiré des livres de Davis destinés à l'enseignement du snooker ; c'est notamment le cas de Steve Davis et de Ronnie O'Sullivan,. D'ailleurs, lorsqu'il a décroché son sixième titre mondial en 2020, O'Sullivan a rendu hommage à Davis.
L'influence de Davis est restée très importante, même après son retrait du championnat du monde en 1946, en raison de sa renommée dans le monde du snooker, mais aussi parce que la plupart des matchs se déroulaient au Leicester Square Hall que Davis possédait, et parce qu'il négociait la plupart des contrats avec la télévision.
Le trophée du championnat du monde avait été offert par Joe Davis lors de la première édition.

## Palmarès

### Snooker
| Légende | Catégorie                      | Titres                         | Finales                        |
|         | Tournois classés               | 0                              | 0                              |
|         | Tournois non classés           | 24                             | 3                              |
| Gras    | Tournois de la triple couronne | Tournois de la triple couronne | Tournois de la triple couronne |

#### Titres
| Saison | Nom du tournoi                  | Lieu                     | Finaliste       | Score                 | Tableau |
| 1927   | Championnat du monde            | Birmingham               | Tom Dennis      | 20-11                 | Tableau |
| 1928   | Championnat du monde (2)        | Birmingham               | Fred Lawrence   | 16-13                 | Tableau |
| 1929   | Championnat du monde (3)        | Birmingham, Loughborough | Tom Dennis      | 19-14                 | Tableau |
| 1930   | Championnat du monde (4)        | Londres                  | Tom Dennis      | 25-12                 | Tableau |
| 1931   | Championnat du monde (5)        | Nottingham               | Tom Dennis      | 25-21                 | Tableau |
| 1932   | Championnat du monde (6)        | Londres                  | Clark McConachy | 30-19                 | Tableau |
| 1933   | Championnat du monde (7)        | Chesterfield             | Willie Smith    | 25-18                 | Tableau |
| 1934   | Challenge mondial               |                          | Horace Lindrum  | 46-29                 |         |
| 1934   | Championnat du monde (8)        | Nottingham               | Tom Newman      | 25-23                 | Tableau |
| 1935   | Championnat du monde (9)        | Londres                  | Willie Smith    | 25-20                 | Tableau |
| 1936   | Daily Mail Gold Cup             | Londres                  | Horace Lindrum  | Tournoi toutes rondes |         |
| 1936   | Championnat du monde (10)       | Londres                  | Horace Lindrum  | 34-27                 | Tableau |
| 1937   | Championnat du monde (11)       | Londres                  | Horace Lindrum  | 32-29                 | Tableau |
| 1938   | Daily Mail Gold Cup (2)         | Londres                  | Willie Smith    | Tournoi toutes rondes |         |
| 1938   | Championnat du monde (12)       | Londres                  | Sidney Smith    | 37-24                 | Tableau |
| 1939   | Championnat du monde (13)       | Londres                  | Sidney Smith    | 43-30                 | Tableau |
| 1940   | Championnat du monde (14)       | Londres                  | Fred Davis      | 37-36                 | Tableau |
| 1946   | Championnat du monde (15)       | Londres                  | Horace Lindrum  | 78-67                 | Tableau |
| 1948   | Tournoi Sunday Empire News      | Londres                  | John Pulman     | Tournoi toutes rondes |         |
| 1950   | Tournoi News of the world       | Londres                  | Sidney Smith    | 6-1                   |         |
| 1950   | Tournoi Sporting Record Masters | Londres                  | Sidney Smith    | Tournoi toutes rondes |         |
| 1953   | Tournoi News of the world (2)   | Londres                  | Jackie Rea      | 5-3                   |         |
| 1956   | Tournoi News of the world (3)   | Divers sites             | Fred Davis      | 4-1                   |         |
| 1959   | Tournoi News of the world (4)   | Londres                  | Fred Davis      | 5-1                   |         |

#### Finales
| Saison   | Nom du tournoi                | Lieu         | Finaliste   | Score | Tableau |
| 1954     | Tournoi News of the world     | Londres      | John Pulman | 1-7   |         |
| 1955     | Tournoi News of the world (2) | Londres      | Jackie Rea  | 0-8   |         |
| 1958 (2) | Tournoi News of the world (3) | Divers sites | Fred Davis  | 2-7   |         |

### Billard

#### Titres
- Championnat du monde (organisé par la BACC) – 1928, 1929, 1930 et 1932
- Championnat du Royaume-Uni – 1934, 1935, 1936, 1937, 1938, 1939 et 1947

#### Finales
- Championnat du monde (organisé par la BACC) – 1926 et 1927
- Championnat du monde de billard anglais – 1933 et 1934